# James Hugh Ward

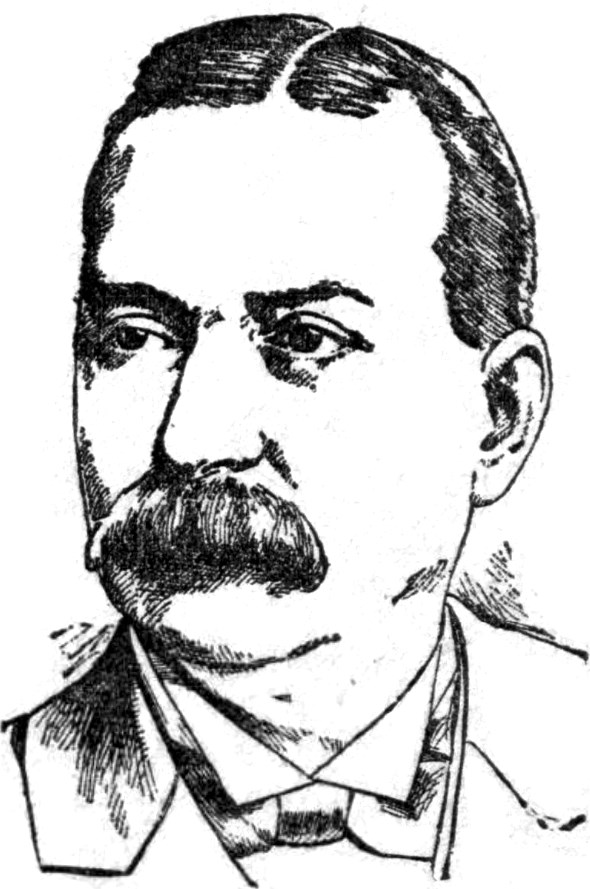
James Hugh Ward

James Hugh Ward (* 30. November 1853 in Chicago, Illinois; † 15. August 1916 ebenda) war ein US-amerikanischer Politiker. Zwischen 1885 und 1887 vertrat er den Bundesstaat Illinois im US-Repräsentantenhaus.

## Leben
James Ward besuchte die öffentlichen Schulen seiner Heimat und studierte danach bis 1873 an der University of Notre Dame in Indiana. Nach einem anschließenden Jurastudium am Union College of Law in Chicago und seiner 1876 erfolgten Zulassung als Rechtsanwalt begann er in diesem Beruf zu arbeiten. Im Jahr 1879 wurde er Ortsvorsteher von West Chicago. Politisch schloss er sich der Demokratischen Partei an.
Bei den Kongresswahlen des Jahres 1884 wurde Ward im dritten Wahlbezirk von Illinois in das US-Repräsentantenhaus in Washington, D.C. gewählt, wo er am 4. März 1885 die Nachfolge von George R. Davis antrat. Da er im Jahr 1886 auf eine weitere Kandidatur verzichtete, konnte er bis zum 3. März 1877 nur eine Legislaturperiode im Kongress absolvieren. Nach dem Ende seiner Zeit im US-Repräsentantenhaus praktizierte Ward wieder als Anwalt in Chicago, wo er am 15. August 1916 starb.